# Стевањдан
Стевањдан (Стјепањдан) је прва крсна слава након Божића. Овај дан се, за оне који не празнују славу, слави и као трећи дан Божића. Свети Стефан је први од седморице ђакона које су свети апостоли рукоположили, па се због тога он и назива архиђакон Стефан — први међу ђаконима. Као проповедник у Јерусалиму изведен је из града и каменован до смрти, те се зато назива и Првомученик Стефан. У каменовању је учествовао и његов рођак Савле, који је касније познат као апостол Павле.
Република Српска обиљежава Стевањдан као своју славу од 9. јануара 1992. када је у Сарајеву, у хотелу "Холидеј Ин", проглашена Српска Република БиХ. У Сарајеву је, 24. октобра 1991. године, одржана и прва скупштина српског народа Босне и Херцеговине, која је касније прерасла у данашњу Народну скупштину Републике Српске.

## Народни обичај
Код Срба постоји велики број народних обичаја везаних за Стевањдан. Најраширенији обичај је да се на Стевањдан износи божићна слама из куће, која се, због веровања у њену плодотворну моћ, прво пажљиво пометена и скупљена, оставља у шталу, привредне објекте, воћњак или међу пчеле, ради подстицања рода или напретка.